# Franco Regli
Franco Regli (* 15. Juli 1931; † 8. Dezember 2017) war ein Schweizer Neurologe.
Im Tessin aufgewachsen und im Universitätspital Zürich ausgebildet, Regli gründete und war Direktor der Neurologischen Klinik der Johannes Gutenberg-Universität Mainz und war von 1975 bis 1996 Chef des Service de neurologie des Centre hospitalier universitaire vaudois in Lausanne. Von 1987 bis 1989 war Regli Präsident der Schweizerischen Neurologischen Gesellschaft.
Nach ihm ist die Fondation Franco Regli pour la recherche dans le domaine des maladies neurodégénératives in Lausanne benannt.